# Birger Rosengren
Birger Rosengren (Norrköping, 29 oktober 1917 - 15 oktober 1977) was een Zweeds voormalig voetballer die speelde als middenvelder.

## Carrière
Rosengren speelde van 1935 tot 1949 voor IFK Norrköping en won in die tijd vijf keer de landstitel en twee bekers.
Hij speelde negen interlands voor Zweden waarmee hij deelnam aan de Olympische Spelen in 1948 die ze wonnen.

## Erelijst
- IFK Norrköping
  - Landskampioen: 1943, 1945, 1946, 1947, 1948
  - Zweedse voetbalbeker: 1944, 1946
- Zweden
  - Olympische Spelen:  1948